# Commelinidae

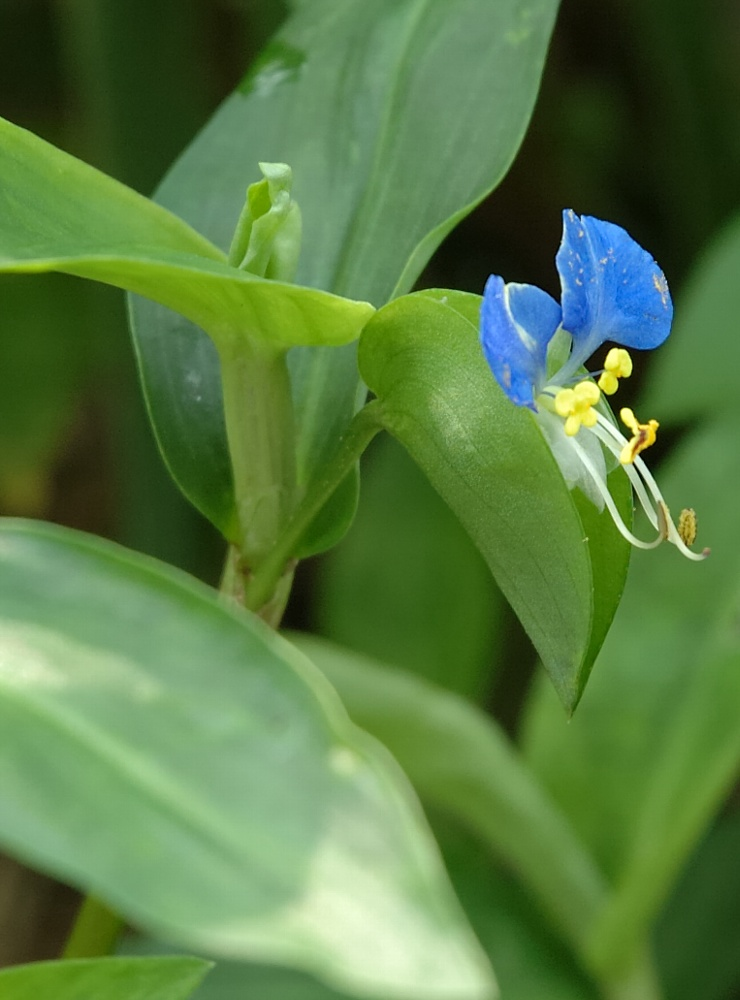
Commelina communis

Commelinidae é uma subclasse, cuja circunscrição varia com o sistema taxonómico utilizado; apenas requer que se inclua a família Commelinaceae. Tanto o sistema de Cronquist (1981) quanto o sistema de Takhtajan utilizavam este grupo.

## Commelinidaeno sistema de Takhtajan
Neste sistema, este grupo é tratado como uma das seis subclasses incluídas na classe Liliopsida (=monocotiledóneas):
- subclasse Commelinidae
superordem Bromelianae
ordem Bromeliales
ordem Velloziales
superordem Pontederianae
ordem Philydrales
ordem Pontederiales
ordem Haemodorales
superordem Zingiberanae
ordem Musales
ordem Lowiales
ordem Zingiberales
ordem Cannales
superordem Commelinanae
ordem Commelinales
ordem Mayacales
ordem Xyridales
ordem Rapateales
ordem Eriocaulales
superordem Hydatellanae
ordem Hydatellales
ordemArecales
superordem Juncanae
ordem Juncales
ordem Cyperales
superordem Poanae
ordem Flagellariales
ordem Restionales
ordem Centrolepidales
ordem Poales

## Commelinidaeno sistema de Cronquist
No sistema de Cronquist, este grupo é tratado como uma das quatro subclasses da classe Liliopsida (=monocotiledóneas):
- subclasse Commelinidae
ordem Commelinales
ordem Eriocaulales
ordem Restionales
ordem Juncales
ordem Cyperales
ordem Hydatellales
ordem Typhales

## sistema APG
O sistema APG II não utiliza nomes botânicos para grupos taxonómicos acima da ordem; a maioria das plantas envolvidas neste grupo são colocadas no clade commelinids, por sua vez incluído no clade monocots